# Центральна компанія залізниць та трамваїв
Центральна компанія залізниць та трамваїв (фр. Compagnie centrale des chemins de fer et tramways)— це компанія, яка будувала і потім експлуатувала другорядні залізниці з кінця XIX ст. століття.
Штаб-квартира цієї компанії знаходилася в Парижі на авеню де Граммон.

## Мережі
Вона побудувала та експлуатувала такі мережі :
- Залізниця Божоле
- Тарнська залізниця
- Залізниці Кот-дю-Норд
- Трамвай Erbray

отримавши концесії на ці мережі, вона доручала їх експлуатацію дочірнім компаніям:
- Залізнична компанія Божоле[1]
- Залізнична компанія Кот-дю-Норд
- Тарнська відомча залізнична компанія[2]
- Компанія електричного трамвая на лівому березі Парижа[3]

У 1906 році Центральна залізнична і трамвайна компанія взяла на себе наступні мережі
- Трамвай Ельбеф
- Департаментська залізнична компанія Буш-дю-Рон
- Компанія вузькоколійної залізниці від Шатобріана до Ербре та розширення